# Vuelta a España 1965
La Vuelta a España 1965, ventesima edizione della corsa, si è svolta in diciotto tappe, quarta e decima suddivise in due semitappe, dal 29 aprile al 16 maggio 1965, per un percorso totale di 3410 km. La vittoria fu appannaggio del tedesco occidentale Rolf Wolfshohl, che completò il percorso in 92h36'03", precedendo il francese Raymond Poulidor e il belga Rik Van Looy.

## Tappe
| Tappa  | Data      | Percorso                                                        | km   | Vincitore di tappa      | Leader cl. generale |
| ------ | --------- | --------------------------------------------------------------- | ---- | ----------------------- | ------------------- |
| 1ª     | 29 aprile | Vigo > Vigo                                                     | 168  | Rik Van Looy            | Rik Van Looy        |
| 2ª     | 30 aprile | Pontevedra > Lugo                                               | 150  | Rik Van Looy            | Rik Van Looy        |
| 3ª     | 1º maggio | Lugo > Gijón                                                    | 247  | Rudi Altig              | Rik Van Looy        |
| 4ª-1ª  | 2 maggio  | Mieres > Pajares (cron. individuale)                            | 41   | Raymond Poulidor        | Rik Van Looy        |
| 4ª-2ª  | 2 maggio  | Pajares > Palencia                                              | 189  | Carlos Echeverría       | Raymond Poulidor    |
| 5ª     | 3 maggio  | Palencia > Madrid                                               | 238  | Fernando Manzaneque     | Raymond Poulidor    |
| 6ª     | 4 maggio  | Madrid > Cuenca                                                 | 161  | Manuel Martín Piñera    | Raymond Poulidor    |
| 7ª     | 5 maggio  | Albacete > Benidorm                                             | 212  | Rik Van Looy            | Raymond Poulidor    |
| 8ª     | 6 maggio  | Benidorm > Sagunto                                              | 174  | Jean-Claude Wuillemin   | Rolf Wolfshohl      |
| 9ª     | 7 maggio  | Sagunto > Salou                                                 | 237  | Rik Van Looy            | Rolf Wolfshohl      |
| 10ª-1ª | 8 maggio  | Salou > Barcellona                                              | 115  | Frans Melckenbeeck      | Rolf Wolfshohl      |
| 10ª-2ª | 8 maggio  | Barcellona > Barcellona                                         | 50   | Julio Jiménez           | Rolf Wolfshohl      |
| 11ª    | 9 maggio  | Barcellona > Andorra (AND)                                      | 241  | Esteban Martín          | Rolf Wolfshohl      |
| 12ª    | 10 maggio | Andorra (AND) > Lleida                                          | 158  | Rik Van Looy            | Rolf Wolfshohl      |
| 13ª    | 11 maggio | Lleida > Saragozza                                              | 190  | José Martín Colmenarejo | Rolf Wolfshohl      |
| 14ª    | 12 maggio | Saragozza > Pamplona                                            | 193  | Rik Van Looy            | Rolf Wolfshohl      |
| 15ª    | 13 maggio | Pamplona > Bayonne (FRA)                                        | 149  | Rik Van Looy            | Rolf Wolfshohl      |
| 16ª    | 14 maggio | Saint-Pée-sur-Nivelle (FRA) > San Sebastián (cron. individuale) | 61   | Raymond Poulidor        | Rolf Wolfshohl      |
| 17ª    | 15 maggio | San Sebastián > Vitoria                                         | 214  | Rik Van Looy            | Rolf Wolfshohl      |
| 18ª    | 16 maggio | Vitoria > Bilbao                                                | 222  | Manuel Martín Piñera    | Rolf Wolfshohl      |
| Totale | Totale    | Totale                                                          | 3410 |                         |                     |

## Classifiche finali

### Classifica generale
| Pos. | Corridore               | Squadra               | Tempo     |
| ---- | ----------------------- | --------------------- | --------- |
| 1    | Rolf Wolfshohl          | Mercier-BP-Hutchinson | 92h36'03" |
| 2    | Raymond Poulidor        | Mercier-BP-Hutchinson | a 6'36"   |
| 3    | Rik Van Looy            | Solo-Superia          | a 8'55"   |
| 4    | Fernando Manzaneque     | Ferrys                | a 12'48"  |
| 5    | Carlos Echeverría       | KAS                   | a 15'54"  |
| 6    | Francisco Gabica        | KAS                   | a 20'03"  |
| 7    | Hans Junkermann         | Inuri-Margnat         | a 20'13"  |
| 8    | Jean-Claude Wuillemin   | Ford-Gitane           | a 20'13"  |
| 9    | Antonio Gómez del Moral | KAS                   | a 23'04"  |
| 10   | Federico Bahamontes     | Inuri-Margnat         | a 23'13"  |

### Classifica a punti
| Pos. | Corridore      | Squadra             | Punti |
| ---- | -------------- | ------------------- | ----- |
| 1    | Rik Van Looy   | Solo-Superia        | 243   |
| 2    | Frans Verbeeck | Wiel's-Groene Leeuw | 195   |
| 3    | Michel Grain   | Ford-Gitane         | 191   |

### Classifica scalatori
| Pos. | Corridore               | Squadra | Punti |
| ---- | ----------------------- | ------- | ----- |
| 1    | Julio Jiménez           | KAS     | 62    |
| 2    | Antonio Gómez del Moral | KAS     | 47    |
| 3    | Esteban Martín          | Ferrys  | 38    |